# 洪慧民
洪慧民（1962年12月—），男，汉族，福建南安人，中华人民共和国政治人物，教授，现任江苏省政协副主席，省监察厅副厅长，中国民主建国会中央委员会常务委员。

## 生平
1982年毕业于厦门大学物理系物理学专业。